# Dao de jing
Le Dao de jing (chinois simplifié : 道德经 ; chinois traditionnel : 道德經 ; pinyin : Dàodéjīng ; Wade : Tao⁴te²ching¹ ; EFEO : Tao-tö-king, « livre de la voie et de la vertu »), parfois écrit Tao te king, est un ouvrage classique chinois qui, selon la tradition, fut écrit autour de 600 av. J.-C. par Lao Tseu, le sage fondateur du taoïsme, dont l'existence historique est toutefois incertaine,. De nombreux chercheurs modernes penchent pour une pluralité d’auteurs et de sources, une transmission tout d’abord orale et une édition progressive,. Les plus anciens fragments connus, découverts à Guodian, remontent à 300 av. J.-C. environ ; les premières versions complètes très semblables au texte actuel, provenant de Mawangdui, datent de la première moitié du IIe siècle av. J.-C.
Le Dao de jing a été classé parmi les textes taoïstes par les érudits de la dynastie Han et faisait partie des écrits sacrés des Maîtres célestes, qui divinisaient Lao Tseu. Pourtant, son lectorat n’était pas limité à un courant philosophique. Le fait que le premier à le mentionner et à le commenter soit le légiste Hanfei, et que les textes de Guodian semblent avoir été rassemblés par des confucéens en témoigne.
Le Dao de jing a eu une influence considérable en Extrême-Orient et en Occident à travers ses très nombreuses interprétations et traductions. En 1988, on en recensait 250 versions en langues étrangères. Il n'existe pas de conclusion définitive quant à sa signification réelle. Selon certains, ce serait un recueil d'aphorismes provenant de plusieurs auteurs où on trouve des propositions contradictoires. D'autres au contraire y voient un texte cachant une cohérence profonde sous un style allusif et elliptique. En Chine, le texte a toujours été accompagné d'un commentaire. Par l'interprétation qu'ils suggèrent, ces commentaires ont contribué autant que le texte d'origine au sens de l'ouvrage et à sa place dans la philosophie et la religion.

## Éléments bibliographiques

### Titre
- Écouter la prononciationⓘ
- sinogrammes simplifiés 道德经
- Sinogrammes traditionnels 道德經
- Hanyu pinyin : Dàodéjīng
- Wade-Giles : Tao⁴te²ching¹
- Romanisations diverses : Tao-tê-king, Tao Të King, Tao Te Ching, Dao de jing ou Tao To King
- Dao de jing est généralement traduit en français par Le Livre de la Voie et de la Vertu, et occasionnellement La Voie et sa vertu[9].

Le terme Tao (道, dào) signifiant « voie », « chemin », est couramment employé dans son sens figuré de « voie spirituelle ou idéologique », ou « mode d’action » dans les textes de tous les courants, et ce dès l'époque du Lao Tseu légendaire. Néanmoins, le Dao de jing est le seul ouvrage à présenter le Tao pour lui-même.
Tö (德, dé), traduit en général par « vertu », a essentiellement en chinois moderne le sens de « vertu morale », mais a eu autrefois tout comme son équivalent français le sens d'« effet » ou de « pouvoir ».
Enfin, le Dao de jing est un jīng (經), c'est-à-dire un « classique », titre réservé aux ouvrages importants. La mention Laozi Jing apparait occasionnellement dans des bibliographies de l’époque Han. Le titre Dao de jing aurait été donné par l'empereur Wen des Han selon l’alchimiste Ge Hong, mais une source Tang indique l’empereur Jing, son successeur.
Le titre Dao De Jing reflète prosaïquement le fait que le livre comprend deux sections appelées Dao et De : c'est simplement le classique qui traite de ces deux concepts. Les versions du texte retrouvées à Mawangdui, datant d'environ 198 av. J.-C. pour la plus ancienne, placent De avant Dao, au contraire du livre actuel. Certains ont donc proposé de l'appeler désormais De Dao Jing, titre choisi pour une traduction anglaise de la version de Mawangdui. On ignore quand l’ordre actuel a été fixé, mais le terme Daode pour désigner l’ouvrage est attesté dès les Han Occidentaux, et le titre Dedao n’a jamais été en usage.
En Chine, il est couramment appelé du nom de son auteur supposé, Lao Tseu (老子). Ses autres noms sont Daode zhenjing (道德真經) ou Authentique classique de la Voie et de la Vertu, Wuqian yan (五千言) ou Cinq mille caractères et Taishang xuanyuan Daodejing (太上玄元道德經) ou Livre de la Voie et de la Vertu du Mystère originel suprême.

### Auteur
La tradition attribue le Dao de jing à Lao Tseu — première attribution semble-t-il dans le Hanfeizi — mais l'identité réelle de l'auteur reste discutée. L'autre texte fondateur du taoïsme, le Tchouang-tseu, mentionne Lao Dan ou Lao Tseu comme un critique des confucéens et des mohistes et lui attribue des propositions parfois similaires à des phrases du Dao de jing, mais parfois sans rapport avec l’ouvrage ; aucune mention n’est faite d’un livre à lui attribué. Dans le Livre des rites attribué par la tradition à Confucius, on mentionne aussi brièvement un certain Lao Dan, un sage spécialiste des rites de deuil qu’il va consulter. Mencius ne parle pas de lui. L’historien Sima Qian rédige sa première notice biographique dans le Shiji quatre à cinq siècles après l’époque supposée de sa vie, mais reconnait que « Notre génération ne connait pas la vérité en la matière. » ; il mentionne d’ailleurs deux autres candidats possibles. Les légendes le concernant ont été écrites à partir des Han, soit au plus tôt plusieurs siècles après l'époque à laquelle il aurait vécu. Des spécialistes modernes envisagent donc que le Lao Tseu de la tradition pourrait être un personnage composite issu de la synthèse de différentes sources,. Par ailleurs, l’hypothèse de multiples auteurs ou éditeurs est souvent posée,.

### Datation
Il n’est pas encore possible de dater précisément l’ouvrage. On peut toutefois considérer que le texte actuel était presque établi au début du IIe siècle av. J.-C. car les deux versions datant des Han Occidentaux découverts à Mawangdui présentent assez peu de différence avec lui. Le texte le plus ancien connu remonte à 300 av. J.-C. Il s’agit de trois versions fragmentaires (~40 % du total du texte actuel) découvertes à Guodian, copiées sur ou dictées par des sources différentes. L’ordre est différent de celui des versions ultérieures, plusieurs chapitres sont absents et certains des chapitres identifiés sont incomplets. Qu’elles constituent des brouillons du Dao de jing actuel ou des extraits puisés à la même source, elles évoquent un processus long de formation du texte par agrégation et édition plutôt qu’une rédaction clairement datée.

### Genèse duDao de jingselon la tradition
Selon la tradition chinoise, Lao Tseu, lassé des dissensions politiques, décida de partir monté sur un buffle. Arrivé à une passe marquant la limite ouest du territoire des Zhou, généralement identifiée à la passe Hangu (函谷關) de l’État de Qin, actuel district de Lingbao au Henan, il fut sollicité par le gardien Yin Xi de laisser une trace de son enseignement et rédigea le Dao de jing avant de disparaître.

## Contenu

### Structure

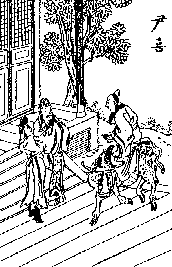
Lao Tseu rencontre Yin Xi qui le persuade d'écrire le Dao de jing

L'ensemble compte un peu plus de cinq mille caractères (jusque 5500 environ), d'où l'un de ses noms. Des considérations numérologiques ont pu jouer, car Cheng Xuanying, taoïste du VIIe siècle, prétend que la version d’origine fut délibérément raccourcie par l'alchimiste Ge Xuan pour qu'elle compte exactement cinq mille caractères. Plusieurs exemplaires de 4999 caractères ont été découverts à Dunhuang.
Il est divisé en deux parties, Tao 道 « voie » et Tö 德 « vertu ». La version habituelle est composée de quatre-vingt-un courts chapitres, les trente-sept premiers constituant la section Tao et les derniers la section De, mais dans les versions intégrales les plus anciennes (Mawangdui, IIe siècle av. J.-C.), la section De est placée devant la section Tao, et la séparation en chapitres est absente dans un texte et peut être suggérée par des points dans l'autre. Les trois textes les plus anciens connus (Guodian, IIIe siècle av. J.-C.), ne semblent pas porter de marque de séparation. Ils sont de toute façon fragmentaires, et l’ordre des chapitres qui ont pu être identifiés diffère de celui de tous les autres textes.
Le nombre actuel de quatre-vingt-un, carré de neuf, pourrait avoir été choisi pour des raisons symboliques, car neuf a une valeur particulière dans le taoïsme. Ce découpage apparait clairement dans la version Heshanggong (Han Occidentaux) et devient standard sous les Tang. Il semble avoir été réalisé a posteriori, et dans certains cas, de manière manifestement erronée. L'existence d’exemplaires découpés en soixante-quatre, soixante-six, soixante-huit ou soixante-douze chapitres est mentionnée dans certains textes,, mais aucun ne nous est parvenu.

### Style

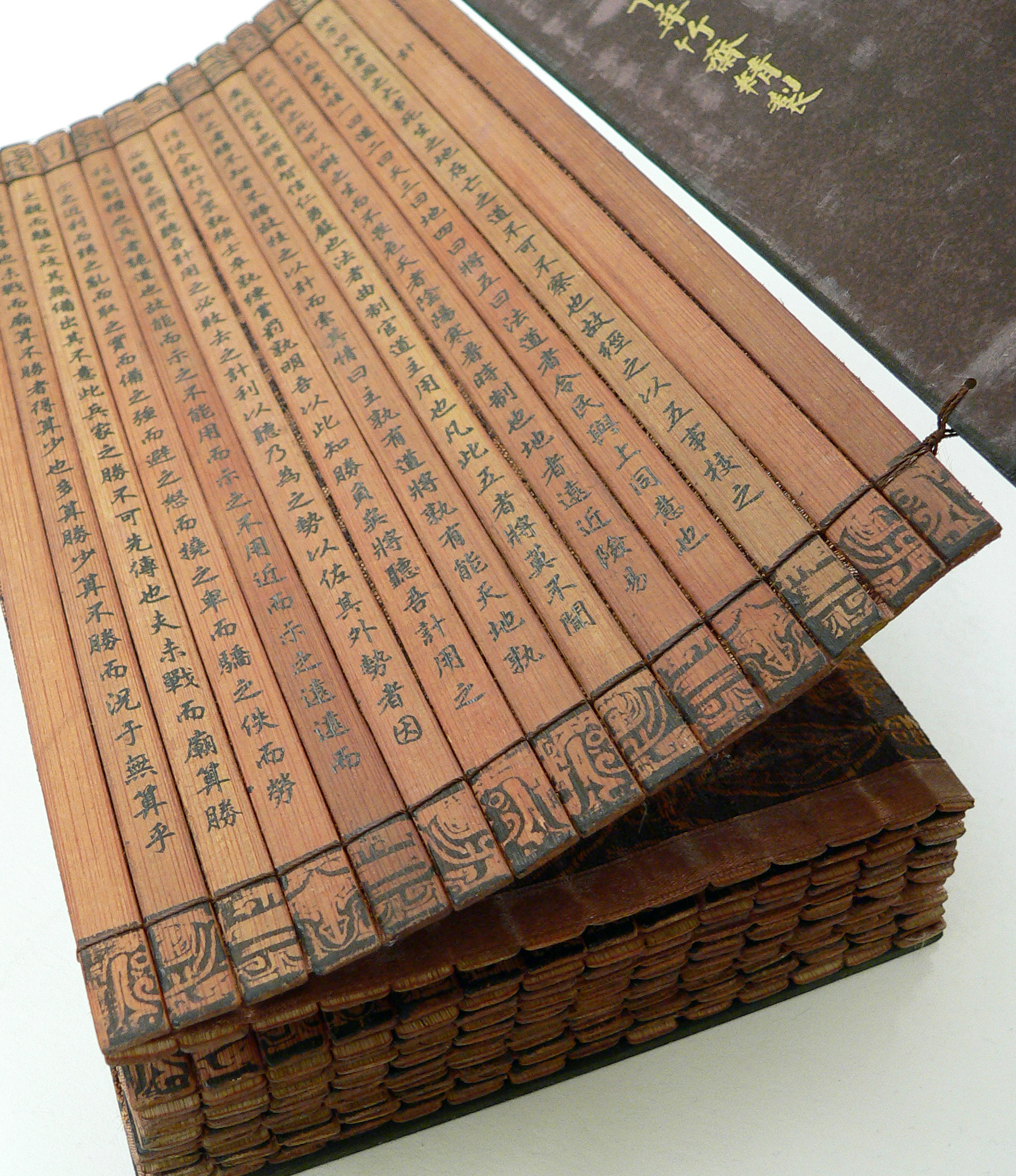
ouvrages en tiges de bambous, tels qu'ils étaient utilisés à l'époque de Laozi

Le texte est écrit en chinois classique littéraire, d'une manière souvent rythmée, voire rimée.
Le rythme est facilement perceptible à l'œil dans la simple répétition des caractères :
道可道非常道
名可名非常名
無名天地之始
有名萬物之母
故
常無欲以觀其妙
常有欲以觀其徼 (début du chapitre 1)
Il est encore plus marqué par les jeux sur des alternances et oppositions de termes (无 / 無, wú, « vide (inexistant) ou vacuité » / 有, yǒu, « avoir (exister) » ; 天地, tiāndì, « monde ou univers » / 万物 / 萬物, wànwù, « chaque chose sur terre »…).
Les chapitres commencent souvent par un petit poème qui paraît complet mais énigmatique, suivi d'une transition (comme ici 故, 故, « raison ou cause », c'est pourquoi), suivi de ce qui pourrait être un commentaire, ou un autre poème éclairant le premier. Ce peut être un style de rédaction, ou l'indice d'un commentaire très primitif qui se serait incorporé au texte canonique.
Les termes utilisés sont souvent très polysémiques, et de catégorie grammaticale rarement fixée (indifféremment noms communs, verbes ou adjectifs). Les phrases ne comportent que très rarement des mots vides qui imposeraient une solution grammaticale plutôt qu'une autre. Suivant la structure grammaticale retenue, les interprétations peuvent donc être extrêmement variables.
Le texte a pu subir des modifications. Ainsi, malgré une nette ressemblance entre la version la plus ancienne connue (les fragments de Guodian) et la version actuelle, on a identifié un vers du chapitre 19 dont le sens a été sensiblement altéré : l'actuel « Élaguez la bienveillance (仁, rén), jetez la droiture (义 / 義, yì) », attaque contre les vertus confucéennes, devient à Guodian : « Élaguez le faux-semblant, jetez l'artifice ». Gao Zheng, chercheur de l'Académie chinoise des sciences sociales, pense même que cette version fait partie du corpus utilisé par les membres d'une école confucianiste résidant à Jixia, école Si-Meng (思孟学派, sī-mèng xuépài, lignée confucianiste se réclamant de Zi Si et de Mencius). Ce serait l'indication que le lectorat du Livre de la voie et de la vertu n'était pas limité à une école.

### Difficultés du texte
Comme l'énonce un passage du chapitre 70 : « Mes paroles sont faciles à comprendre [...] pourtant personne au monde ne les comprend ».
Il est écrit en langue classique, difficile à saisir pour les Chinois d'aujourd'hui. Outre les problèmes d'absence de ponctuation et de polysémie des caractères dont le sens peut changer au fil du temps, les écrits anciens s'adressent à un public très limité de contemporains qui ont lu et appris par cœur les mêmes textes et partagent les mêmes connaissances référentielles. Ils sont capables de restituer le sens exact d'un texte elliptique, aptitude que les lecteurs des époques ultérieures ont perdu.
Le style poétique de l'ouvrage avec phrases couplées, dans lequel la rime ou l'assonance ont dû jouer un rôle, doit être pris en compte dans l'analyse des mots employés.
La polysémie et l'incertitude grammaticale sont réduites par la versification, qui impose aux vers à la fois une structure grammaticale identique, et une symétrie dans les alternances sémantiques.
Dans certains passages, cette contrainte formelle permet même d'identifier des modifications du texte, ou des erreurs dans le découpage des chapitres.

### Thèmes
Les aphorismes du Dao de jing peuvent faire l’objet de diverses interprétations. On y trouve aussi bien des conseils aux gouvernants que des principes de perfectionnement individuel et des passages naturalistes ou cosmologiques.
Quelques thèmes :
L’origine de tous les éléments et êtres de l’univers se trouve dans le Tao qui est intangible, permanent et ineffable.
La vertu (Tö 德), effet du Tao.
Rôle essentiel du vide (wu 無), par exemple l’intérieur du vase qui lui permet de remplir sa fonction.
Valeur de la mise en retrait de soi, de la passivité et de la quiescence, par lesquelles on exerce une puissance naturelle. Critique de la force et de l’affirmation : le nouveau-né faible incarne la souplesse et la vie contrairement au cadavre, solide parce que rigide ; la richesse appelle le crime ; définir certaines choses comme belles en définit inévitablement d’autres comme laides ; l’action appelle la réaction ; le « non-agir » (wuwei 無為) est un mode idéal de gouvernement ; le gouvernant accompli considère le peuple comme le Ciel considère la création, avec détachement.
Valeur de la régression, tout retourne au Tao pour se ressourcer. L’état de la société était meilleur avant la civilisation. Il faut donc considérer, au-delà du mental, la possibilité qu'une force parallèle et intemporelle guide la forme.
Thème de la « femelle mystérieuse » (xuanpin 玄牝), esprit de la vallée.

## Versions
- Les plus anciens textes Dao de jing connus à ce jour datent du IIIe siècle av. J.-C. et ont été découverts en 1993 à Guodian, Hubei, dans une tombe attribuée à un précepteur du roi Qingxiang de Chu. Il s’agit de trois fascicules de fiches de bambou[17] constituant trois versions copiées indépendamment, équivalant à 40 % du total du texte actuel. Il ne semble pas y avoir de marque de séparation en chapitres, mais l’équivalent des chapitres 1 à 67 (certains plus courts que dans le texte actuel) a été identifié, placé dans un ordre très différent de celui des versions connues jusque-là. On remarque aussi, au niveau des caractères, de nombreuses variantes par rapport au texte actuel, et au niveau du contenu, l’absence d’attaques contre le confucianisme[19]. De nombreux textes confucéens se trouvaient d’ailleurs dans la tombe. Dans l’un des fascicules, les extraits du Dao de jing sont suivis d’un récit cosmogonique connu par ses premiers mots Le Grand Un donne naissance à l’eau (Taiyi sheng shui 太一生水)[19].
- Deux exemplaires sur soie très semblables au texte actuel ont été découverts en 1972 à Mawangdui, Hunan, dans la tombe d’un dignitaire des Han Occidentaux. La première version (A) daterait du tout début du IIe siècle av. J.-C. ; la seconde (B) aurait été rédigée entre la mort de Liu Bang (-195) et celle de Han Huidi (-188), et témoignerait d’une mise en forme plus soignée. Ils sont notés en caractères souvent sans clé, ce qui pourrait constituer une sorte de simplification sténographique. Sur le plan syntaxique, les mots vides grammaticaux sont plus nombreux que dans les versions ultérieures, ce qui permet de lever certaines ambiguïtés. L’ordre des chapitres est presque le même que celui de la version actuelle, mais la section De est placée avant la section Dao. Les chapitres semblent séparés par de petits signes dans la version A et sans séparation dans la version B. Chaque version est accompagnée de quatre autres textes philosophiques et politiques, dont probablement pour la version B les Quatre livres de Huangdi rattachés au courant huanglao[17],[16].
- Les différentes versions connues avant les découvertes de Mawangdui et Guodian présentent peu de différences entre elles, mais l’histoire de leur transmission avant le VIIe siècle n’est pas toujours claire. Elles comprennent trois textes redécouverts dans des sites anciens : un texte pré-Han retrouvé sous les Tang dans la tombe d’une concubine de Xiang Yu (version dite Fu Yi, du nom de son commentateur) ; deux textes partiels découverts à Dunhuang, l’un daté de 270 (version dite Suo Dan, du nom du scribe), et le texte accompagné du commentaire Xiang'er des Maîtres célestes, rédigé pour la première fois au IIe siècle[17],[3].

## Commentaires et interprétations

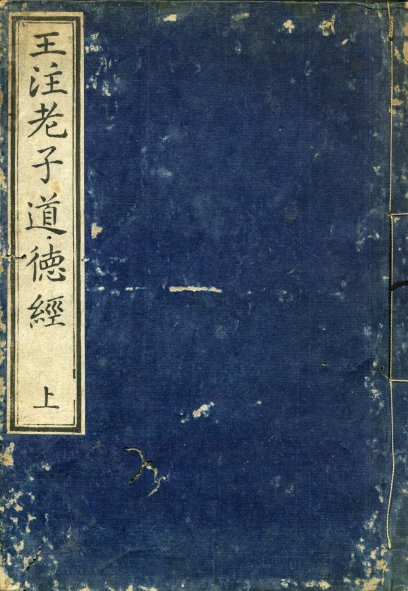
Dao de jing, édition de Wang Bi, Japon, 1770

Par l'interprétation qu'ils suggèrent, les commentaires ont contribué autant que le texte d'origine au sens de l'ouvrage et à sa place dans la philosophie et la religion. Le Dao de jing a fait l'objet en Chine de quelque sept cents commentaires et de nombreuses interprétations différentes : philosophiques, politiques, religieuses dont bouddhiste, artistiques, médicales, en matière de stratégie militaire, d'arts martiaux ou de pratiques sexuelles. On en dénombrait déjà une trentaine quand l'empereur Tang Xuanzong ordonna en 731 que tous les fonctionnaires en aient une copie, et le mit au programme des examens impériaux. Sous les Yuan, Du Daojian (杜道堅) (1237-1318) a fait remarquer que le Dao « semble être compris différemment par chaque dynastie ». Son extraordinaire souplesse d'interprétabilité serait d’ailleurs une des raisons de son succès.
En 1965, Yan Lingfeng a publié l’intégralité des commentaires chinois .

### Principaux commentaires
Le plus ancien commentaire se trouve dans le livre de Hanfei, un légiste intéressé par son aspect politique. Les plus influents sont ceux de Heshanggong, puis de Wang Bi à partir des Song. Parmi les commentaires notables on peut encore citer le Xiang'er et ceux de Yan Zun (巖尊) et Fu Yi (傅奕).
- Heshanggong (河上公) « le vieillard sur le fleuve » est un personnage semi-légendaire lié au courant Huanglao. Dieu ou immortel, il aurait été selon certaines sources le maître spirituel de l’empereur Wendi. Le commentaire qu'on lui attribue, Laozi zhangju (老子章句) ou Commentaire par chapitre et par phrase du Laozi, daterait du IIe siècle — bien que le premier exemplaire attesté date de 550[21] — et a exercé une grande influence des Han aux Song, malgré la concurrence croissante du commentaire de Wang Bi à partir des Jin. Il appartient au genre zhangju des commentaires systématiques et propose une interprétation plus utilitaire (entretien de la santé, maintien de l'ordre politique et de l'harmonie sociale etc.) que philosophique. On y retrouve les idées courantes à l'époque Han : théories du Yin et du Yang, cinq éléments, influence de la vertu du souverain sur le destin du pays, souffle primordial comme matière originelle de l'univers.
- Yan Zun (巖尊) (83-10 av. J.-C.) ou Yan Junping, devin reclus maître de Yang Xiong, a laissé le Laozi zhigui (老子指歸) ou L'essentiel du Laozi, qui témoigne des mêmes influences que le Heshanggong, mais expose une philosophie plus systématique, dans laquelle la notion de ziran (自然) « nature », joue un rôle important.
- Le Xiang'er (想爾), dont l'auteur reste inconnu, est attribué à Zhang Daoling ou à son successeur Zhang Lu. Longtemps perdu, il est connu par une copie partielle (ch. 3 à 37) datant de 500 environ, retrouvée à Dunhuang. C'est le premier commentaire associé à un courant religieux, celui des Maîtres célestes, ce que reflète le contenu : dévotion au Tao, divinisation de Lao Tseu, poursuite de l'immortalité (xianshou 仙壽) par l'enrichissement du qi et l'observance de règles morales. Le sens exact de son titre, littéralement « penser [à] vous », reste une énigme.
- Le commentaire de Wang Bi deviendra après les Song le plus consulté. Il est à la base de presque toutes les traductions en langue étrangère[22]. Au contraire des précédents, il n’est ni religieux ni cosmologique ni directement pratique. Essentiellement logique, il dégage du Dao de jing un système plus cohérent et rigoureux que ses prédécesseurs, dans lequel le Tao, origine ontologique de toutes choses, est absolument transcendant, sa nature étant wu, non-être. Il relie le Lao Tseu au Tchouang-tseu et au Yi Jing pour constituer un ensemble qu'il appelle sanxuan (三玄) « Les trois traités de la profondeur ». Le courant philosophique auquel il appartient, xuanxue, a parfois été nommé néotaoïsme, mais peut aussi être considéré comme un maillon du confucianisme[23]. Wang Bi ne se définit en effet pas comme taoïste et s'appuie sur le Dao de jing pour régénérer le système social et politique instauré par les confucéens ; il considère Confucius et non Lao Tseu comme le sage idéal.
- La version commentée de Fu Yi (傅奕) (555-639) est également notable car il se serait fondé sur un exemplaire datant d’avant les Han, retrouvé dans la tombe d’une concubine de Xiang Yu. Il est en effet avec son contemporain Lu Deming (陸德明) (556-627) représentatif d’un courant critique du Heshanggong qu’ils soupçonnent d’avoir été déformé, et qui cherche à retrouver un Dao de jing plus authentique. Ce courant, qui prévaut à partir des Song avec entre autres Fan Yingyuan (范應元), a contribué au succès du commentaire de Wang Bi[21].

### Interprétations
Il n'existe pas encore de conclusion définitive quant à sa signification réelle ni l'objectif de son ou de ses auteur(s). Selon certains, ce serait un recueil d'aphorismes provenant de plusieurs auteurs ou compilateurs, sans réelle cohérence d'ensemble ; on y trouve d'ailleurs des propositions contradictoires. D'autres au contraire y voient un texte cachant une cohérence profonde sous un style allusif et elliptique. En tout état de cause, l'interpréter comme un ouvrage cohérent de bout en bout est plus intéressant pour le lecteur, c'est donc cette position qu'ont adoptée commentateurs et traducteurs.
Sous les Yuan, Du Daojian (杜道堅) (1237-1318) a fait remarquer que le Dao « semble être compris différemment par chaque dynastie ». Le Daodejing connaissait en effet dès les Tang des applications dans des domaines variés, comme la stratégie militaire. Il a fait l'objet d'interprétations en matière de philosophie, de religion, d'art, de médecine, d'arts martiaux, de pratiques sexuelles etc.
En attendant de nouvelles découvertes archéologiques ou philologiques qui lèveraient enfin le doute sur son sens d'origine, on se contentera de constater son extraordinaire souplesse d'interprétabilité, une des raisons de son succès.
Cette diversité se retrouve dans les traductions étrangères, au sein desquelles on distingue quelques grandes directions :
- mythologique : thème du chaos, de la déesse mère, des cultes animistes comme celui des cours d'eau (les tourbillons ont été proposés comme origine au caractère xuan 玄) ;
- expérience mystique, mais sans les visions ;
- système philosophique et métaphysique ;
- manuel de perfectionnement de soi.

Les différentes traductions peuvent donc s'écarter sensiblement l'une de l'autre. Il peut d'ailleurs être intéressant d'en lire deux ou trois, et de profiter de l'incertitude qui règne encore dans le monde académique quant au sens profond du texte pour choisir celle qu'on préfère.

## Traductions en langue française
Il existe un certain nombre de traductions et d'éditions en français, aux contenus très divers, répertoriées dans le tableau ci-dessous :
| Titre                                                                           | Traducteur                        | Editeur                                             | Date de parution | Présence du Pin Yin | Présence des idéogrammes       |
| ------------------------------------------------------------------------------- | --------------------------------- | --------------------------------------------------- | ---------------- | ------------------- | ------------------------------ |
| Le Livre de la voie et de la vertu                                              | Stanislas Julien                  | Imprimerie nationale                                | 1842             | Non                 | Non                            |
| Tao-Tei-King                                                                    | Léon Wieger                       | Rugged Publishing                                   | 1913             | Non                 | Non                            |
| La voie et sa vertu                                                             | François Houang et Pierre Leyris  | Seuil                                               | 1979             | Non                 | Oui                            |
| Philosophes taoïstes : Lao zi, Zhuang zi, Lie zi                                | Benedykt Grynpas et Liou Kia-hway | Gallimard - Pléiade                                 | 1980             | Non                 | Non                            |
| Tao te king                                                                     | Ma Kou                            | Albin Michel                                        | 1984             | Non                 | Non                            |
| Tao Tö King Le Livre de la Voie et de la Vertu                                  | J.J.L. Duyvendak                  | Librairie d'Amérique et d'Orient Adrien Maisonneuve | 1987             | Non                 | Oui, traditionnel et simplifié |
| Lao Tseu Tao Te King                                                            | Claude Larre                      | Desclée de Brouwer                                  | 1994             | Non                 | Oui, traditionnel              |
| Lao Tseu La voie du Tao                                                         | Feng Xiao Min                     | Éditions Alternatives                               | 2000             | Non                 | Oui                            |
| Le Véritable Tao Te King                                                        | Eulalie Steens                    | Éditions du Rocher                                  | 2002             | Non                 | Non                            |
| Livre de la Voie et de la Vertu                                                 | Henning Strom                     | You Feng                                            | 2004             | Oui                 | Oui, traditionnel              |
| Les Deux arbres de la Voie : Le Livre de Lao-Tseu / Les Entretiens de Confucius | Jean Lévi                         | Les Belles Lettres                                  | 2018             | Non                 | Oui, traditionnel              |
| Lao Zi Dao De Jing                                                              | Amaël Ferrando                    | Edoya Editions                                      | 2023             | Oui                 | Oui, simplifié                 |

## Comparaison de traductions
Les traductions proposées par les auteurs peuvent être bien différentes. À titre d'exemple, pour le début du premier texte :
« 道可道非常道 » (prononcé Dào kě dào fēicháng dào en pinyin) est traduit par :
- « La voie qui peut être exprimée par la parole n’est pas la Voie éternelle » (Stanislas Julien)
- « Le principe qui peut être énoncé, n'est pas celui qui fut toujours » (Léon Wieger)
- « La voie qui peut s’énoncer n’est pas la voie pour toujours » (François Houang)
- « Le Tao qu’on saurait exprimer n’est pas le Tao de toujours » (Liou Kia-hway)
- « La Voie vraiment Voie est autre qu’une voie constante » (J.L.L.Duyvendak)
- « La vérité que l’on veut exprimer n’est pas la vérité absolue » (Ma Kou)
- « La voie qu’on peut énoncer n’est pas une voie permanente » (Feng Xiao Min)
- « La voie qu’on peut énoncer n’est déjà plus la Voie » (Claude Larre)
- « Le Dao que l’on peut dire, n’est pas le Dao permanent » (Eulalie Steens)
- « La Voie qui a voix n’est pas la vraie Voie » (Jean Lévi)

## Culture populaire
Les paroles de la chanson The Inner Light, du groupe britannique The Beatles, sont basées sur ces textes.
À la fin du XXe siècle, des livres tels que The Tao of Physics et The Tao of Pooh, ainsi qu'une version taïwanaise en bande dessinée s'inspirent de l'œuvre.
Dans le tome 15 de Largo Winch, Les Trois Yeux des gardiens du tao, le Dao de jing prend une place importante au sein du récit.